# Al-Jahiz
Al-Jahiz (Basra, 776. – siječanj 869.) arapski prozni pisac i autor, teolog,  polemičar. Najpoznatiji po svom djelu Knjiga o životinjama u kojoj razvija teoriju o porijeklu vrsta, ravno tisuću godina prije Charles Darwin-a.

## Životopis
Ne zna se mnogo o ranom životu Al-Jahiza, ali ono što se zna jest da je rođen u Basri i da je pripadao arapskom plemenu Banu Kinanah. Al-Jahizov djed je prema pisanju nekih znanstvenika podrijetlom iz Istočne Afrike, i potjecao je iz plemena Zanj te je bio odveden u Irak kao rob. Kada je Al-Jahiz bio dječak, on je lovio ribu po kanalima i prodavao ih je da može pomoći pri uzdržavanju svoje obitelji. Imovniske nedaće nisu sprječavale Al-Jahiza u njegovom putu u traženju znanja, i on se sa skupinom dječaka sakupljao ispred glavne džamije u Basri gdje je slušao predavanja iz znanosti, isto tako išao je na predavanja o filologiji, leksikografiji i poeziji. Al-Jahiz je nastavio svoje studije preko 25 godina, kroz koje je skupio znanja o: arapskoj poeziji, filologiji, o povijesti arapa prije islama, povijesti Perzije. Al-Jahiz je također bio vrstan poznavatelj starogrčke znanosti i filozofije, osobito Aristotela preko dobrih prijevoda raznih starogrčkih knjiga na arapskom jeziku koje su bile dostupne za njegovo vrijeme.

## Djela
- Knjiga o životinjama
- Knjiga o škrtcima
- Knjiga rječitosti i demonstracije
- Rasprava o crncima